# Hydroxyde de magnésium
Pour les articles homonymes, voir Lait (homonymie) et Magnésie.
Ne doit pas être confondu avec Hydrure de magnésium.
L'hydroxyde de magnésium est un composé inorganique de formule Mg(OH)2. Cette base se présente sous la forme d'une poudre pratiquement insoluble dans l'eau.
Le « lait de magnésie » est une suspension d'hydroxyde de magnésium dans sa solution saturée, d'aspect laiteux. Sa forme minérale naturelle est connue sous le nom de brucite.
L'hydroxyde de magnésium est utilisé en thérapeutique en tant qu'antiacide (pour calmer les brûlures d'estomac), laxatif et comme désodorisant corporel naturel (inodore et non irritant pour la peau).

## Production et utilisations
L'hydroxyde de magnésium est le produit d'hydratation de l'oxyde de magnésium (aussi appelé « magnésie ») :
MgO + H2O → Mg(OH)2.
Le pH du lait de magnésie est compris entre 9,5 et 10,5. C'est une base forte mais sa très faible solubilité (0,000 2 mol/L) limite le pH de la solution.
Il peut être fabriqué (sous forme de précipité blanc) par métathèse entre un sel de magnésium soluble (tel un chlorure ou un acétate (en)) et un hydroxyde de sodium, de potassium ou d'ammonium :
Mg2+ (aq) + 2 HO− (aq) → Mg(OH)2 (s)
par exemple :
MgCl2 (aq) + 2 NaOH (aq) → Mg(OH)2 (s) + 2 NaCl (aq)
le chlorure de magnésium peut provenir de l'eau de mer.
La calcination de l'hydroxyde de magnésium fournit l'oxyde de magnésium :
Mg(OH)2 → MgO + H2O.
L'hydroxyde de magnésium est un additif alimentaire de numéro E528, utilisé comme régulateur de pH.
D'autre part, la brucite trouve une application industrielle comme charge ignifugeante ; pendant la combustion, l'hydroxyde de magnésium absorbe la chaleur en dégageant un gaz inerte (vapeur d'eau). À ce titre, il est un des composants de choix des retardants largués par les aéronefs bombardiers d'eau.

### Utilisation en thérapeutique
L'hydroxyde de magnésium est utilisé à faible dose comme antiacide pour neutraliser l'acidité stomacale ; avec l'acide chlorhydrique, il se forme du chlorure de magnésium :
Mg(OH)2 (s) + 2 HCl (aq) → 2 H2O (l) + MgCl2 (aq).
Il est contre-indiqué en cas d'insuffisance rénale sévère et de déplétion en phosphore. Il est notamment commercialisé en association avec l'hydroxyde d'aluminium, sous les noms de « Gelox » et « Maalox ». L'hydroxyde de magnésium est aussi utilisé à doses plus fortes comme laxatif, commercialisé sous le nom de « Chlorumagène » et sous forme de mélange « Lubentyl à la magnésie ».

### Utilisation en lavage
La réaction entre l'hydrure de magnésium et l'eau produit de l'hydroxyde de magnésium et du dihydrogène, provoquant une élévation du pH de l'eau qui confère des propriétés nettoyantes.